# Bahnstrecke Stolberg–Münsterbusch
| Stolberg Hbf – Münsterbusch Gbf | Stolberg Hbf – Münsterbusch Gbf |
| ------------------------------- | ------------------------------- |
| Heutiger Zustand der Trasse     |                                 |
|                                 |                                 |
| Streckennummer:                 | 2574                            |
| Streckenlänge:                  | 3,8 km km                       |
| Spurweite:                      | 1435 mm (Normalspur)            |
|                                 |                                 |

Die Bahnstrecke Stolberg (Rheinland) Hauptbahnhof–Münsterbusch war eine rund 3,8 km lange Eisenbahnstrecke vorrangig für Güterzugverkehr auf dem Gebiet der Stadt Stolberg (Rhld.) in der Städteregion Aachen. Ihre Streckennummer war 2574. Sie bestand von 1887 bis 1980. Ihr besonderes Kennzeichen war eine dem Kopfbahnhof Münsterbusch vorgelagerte Spitzkehre, die wegen des Höhenunterschieds durchfahren werden musste. Der Bahnhof lag zunächst auf dem Gebiet der Gemeinde Büsbach, nach der Eingemeindung 1935 auf dem Stadtgebiet Stolbergs.

## Geschichte

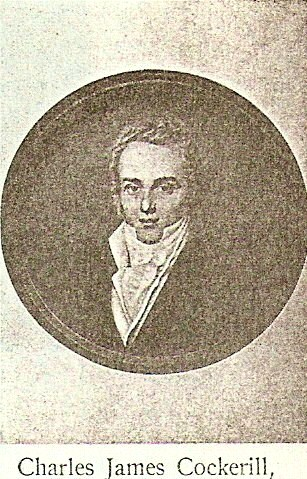
James Cockerill (1787–1837)

In den 1830er Jahren übernahm der belgische Industrielle James Cockerill das Steinkohlenbergwerk James bei Münsterbusch im Inderevier und ließ eine Steinstraße von Aachen über Eilendorf nach Münsterbusch errichten. Sein Bruder John Cockerill ließ zur selben Zeit dort auf dem Münsterkohlberg die Zinkhütte Heinrichshütte errichten. Pläne einer Anbindung der Stolberger Industrie an das Eisenbahnnetz in den 1840er Jahren und den folgenden Jahrzehnten wurden enttäuscht. Schließlich genehmigte Preußen mit einem Eisenbahngesetz vom 19. April 1886 den Bau und Betrieb der Strecke von Stolberg (Rh.) nach Münsterbusch. Sie wurde 1887 von der Königlichen Direktion der Rheinischen Eisenbahn-Gesellschaft als auf der Höhe der Stolberger Spiegelmanufaktur abzweigende Trasse der Stolberger Talbahn erbaut. Nachdem der erste Zug am 20. Juni 1887 fuhr, wurde die Bahnstrecke am 1. Juli 1887 offiziell eröffnet.
Die Streckenführung begann im Stolberger Bahnhof am Anschluss der Vennbahn und führte nach der Querung der Inde wegen der Steigung über eine Spitzkehre zum Münsterbuscher Bahnhof. Mehrere Gleise standen für die Ladung und Lagerung von Gütern bereit, seit 1888 gab es einen einfachen, eingeschossigen Bahnhofsbau. Auf der Strecke fanden sich Gleisanschlüsse für die Aktienspinnerei Aachen (ASA) in der Hamm sowie für die Gaserzeugungsanstalt der Heinrichshütte und das ehemalige Zincoli-Werk der Stolberger Zincoli-GmbH in Münsterbusch.
Der Personenverkehr wurde 1945, bis auf den jährlichen Sonderzug zur Marienwallfahrt nach Kevelaer, eingestellt.
Am 14. März 1961 wurde das zweite Streckengleis der Stolberger Talbahnstrecke von der Bundesbahn stillgelegt und dann rückgebaut. Im Zuge dieser Maßnahme wurde die Münsterbusch-Trasse so geändert, dass sie aus Münsterbusch kommend direkt zum Stolberg (Rheinl) Hbf führte.
Zum 1. September 1980 wurde die Strecke offiziell stillgelegt und die Trasse dann zu einem Wanderweg umgenutzt. Die Bahnhofsanlagen wurden vollständig entfernt.